# Kevin Thornton
Kevin Thornton (ur. 9 lipca 1986 w Drogheda) – Irlandczyk, gracz Northampton Town.
Jest wychowankiem Coventry. W sezonie 2005/2006 został włączony do kadry pierwszego zespołu.
Jest bratem Seana Thorntona, byłego gracza Sunderlandu.